# La Pierre Plantée (Lussan)

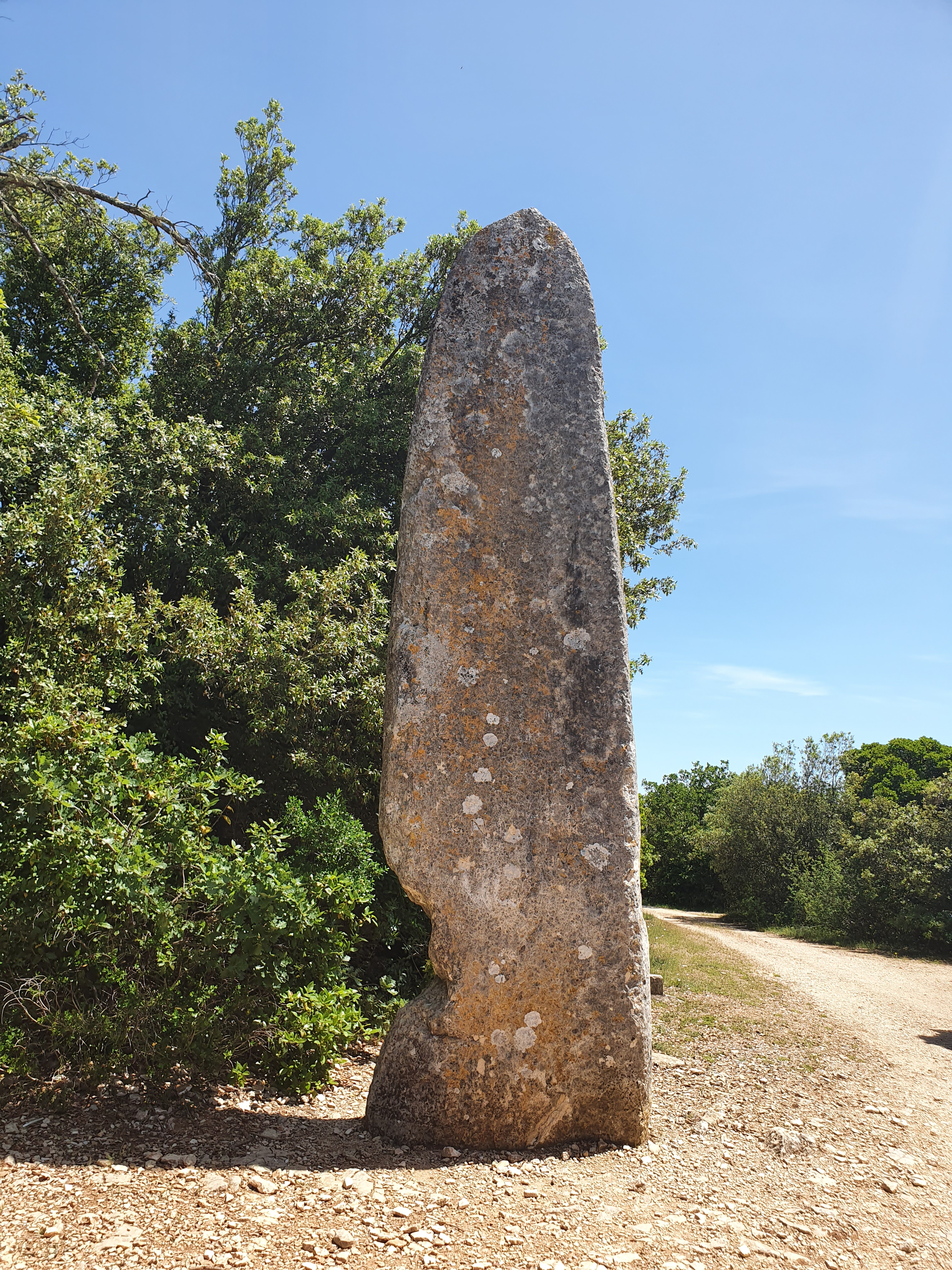
La Pierre Plantée de Lussan

Der Menhir La Pierre Plantée von Lussan (auch Menhir de la Lèque oder okzitanisch „la Leca“ – (deutsch „der Stein“) – genannt), der in der Garrigue, beim Weiler La Léque bei Lussan steht, ist mit 5,6 m der höchste Menhir im Département Gard in Südfrankreich. Die okzitanischen Sprache hat alte keltische Begriffe in ihrem Wortschatz. „Leca“ stammt vom gallischen „Lech“ (wie in „cromlech“).
Der „Pierre Plantée“ (deutsch „gepflanzter Stein“) stammt aus der Bronzezeit und hat ein geschätztes Gewicht von 8,5 Tonnen und im unteren Bereich eine Aussparung, die an den Versuch erinnert, den Stein zu zerstören. Der Menhir ist seit 1910 als historisches Denkmal geschützt.
Etwa 1,5 km nordwestlich, in Méjannes-le-Clap liegt der Dolmen Table des Turcs.